# Masae Kasai
Masae Kasai (em japonês:  河西 昌枝; Minami-arupusu, 14 de julho de 1933 — Tóquio, 3 de outubro de 2013) foi uma jogadora de voleibol do Japão que competiu nos Jogos Olímpicos de 1964.
Em 1964, ela fez parte da equipe japonesa que conquistou a medalha de ouro no torneio olímpico, no qual atuou em cinco partidas.

## Ligações Externas
- «Perfil no Sports-Reference» (em inglês)